# Kmotr (film)
Kmotr (anglicky The Godfather) je americký film z roku 1972, natočený podle stejnojmenné knihy Maria Puza. V hlavních rolích hrají Marlon Brando a Al Pacino, režisérem byl Francis Ford Coppola. Snímek je považován za jeden z nejlepších filmů všech dob.[zdroj⁠?!] Marlon Brando za ztvárnění hlavní postavy filmu získal Oskara.

## Obsazení
| Marlon Brando         | Don Vito Corleone            |
| Al Pacino             | Michael Corleone             |
| James Caan            | Santino „Sonny“ Corleone     |
| Robert Duvall         | Tom Hagen                    |
| Diane Keatonová       | Kay Adamsová-Corleone        |
| John Cazale           | Frederico „Freddy“ Corleone  |
| Talia Shire           | Constanzia „Connie“ Corleone |
| Gianni Russo          | Carlo Rizzi                  |
| Richard S. Castellano | Peter Clemenza               |
| Abe Vigoda            | Salvatore Tessio             |
| Al Lettieri           | Virgil „Turek“ Sollozzo      |
| Sterling Hayden       | Mark McCluskey               |
| Lenny Montana         | Luca Brasi                   |
| Al Martino            | Johnny Fontane               |
| Alex Rocco            | Moe Greene                   |
| Morgana King          | Carmela Corleone             |

## Český dabing
Film patří mezi ty, které byly nadabovány hned několikrát. První dabing pro VHS namluvili mimo jiné Karel Chromík (Marlon Brando, hlavní postava Don Corleone),  Jiří Prager (Al Pacino), Pavel Soukup (James Caan), Miloš Hlavica (Richard Castellano) nebo Jaroslav Kaňkovský (Robert Duval).
Dabing pro televizi Prima nadabovali mimo jiné Alois Švehlík (Marlon Brando, hlavní postava Don Corleone), Petr Svoboda (Al Pacino), Pavel Vondra (James Caan), Ladislav Potměšil (Richard Castellano) nebo Otakar Brousek mladší (Robert Duval).
Dabing pro DVD Jiří Štěpnička (Marlon Brando, hlavní postava Don Corleone), Jiří Prager jako ve verzi pro VHS namluvil Al Pacina, Zdeněk Hruška (James Caan), Jiří Zavřel (Richard Castellano) nebo Bohdan Tůma (Robert Duval).

## Synopse
Film popisuje činnost italské mafie: sleduje příběh rodiny Vita Corleone, jeho synů Sonnyho, Freda a Michaela a jejich boj o moc v New Yorku a později v Las Vegas krátce po 2. světové válce. Některé venkovní scény zobrazující děj ve městě Corleone se natáčely v sicilských obcích Savoca a Forza d'Agrò v provincii Messina.

## Pokračování
V roce 1974 vzniklo pokračování, které se retrospektivně věnovalo dětství a mládí Vita Corleone a začátku jeho mafiánských praktik. To bylo prokládáno Michaelovým podnikatelským záměrem na Kubě během revolučního roku 1958. Stejně jako první díl je i tento velmi ceněn a těší se dobré kritice.
V roce 1990 vzniklo třetí pokračování, které uzavírá trilogii Kmotra. Je situováno do roku 1979 a odehrává se mimo jiné na Sicílii a ve Vatikánu.
V roce 1992 vznikl film „Kmotr 1, 2, 3“ – kompilát používající materiál všech tří dílů, ale s jiným, více chronologickým střihem.